# Национальный институт стандартов и технологий
Национальный институт стандартов и технологий США — (англ. The National Institute of Standards and Technology, NIST) подразделение Управления по технологиям США, одного из агентств Министерства торговли США. Штаб-квартира — Гейтерсберг. С 1901 по 1988 годы назывался Национальное бюро стандартов США.
Миссия института — продвигать инновационную и индустриальную конкурентоспособность США путём развития наук об измерениях, стандартизации и технологий с целью повышения экономической безопасности и улучшения качества жизни.
Национальный институт стандартов и технологии (США), вместе с Американским национальным институтом стандартов (ANSI) участвует в разработке стандартов и спецификаций к программным решениям используемым как в государственном секторе США, так и имеющим коммерческое применение.

## Разработанные стандарты
Лаборатория Информационных технологий (ITL) NIST активно участвует в стандартизации биометрических технологий. В частности при поддержке ITL NIST были разработаны
- стандарт BioAPI
- стандарт CBEFF — Единая структура форматов обмена биометрическими данными
- стандарт AAMVA DL. Использование биометрии вместе с водительскими правами на территории США.

## Конкурс SHA-3
Конкурс на криптографический стандарт SHA-3 проводился с 2 ноября 2007 года по 2 октября 2012 года.
Список алгоритмов, прошедших во второй тур: BLAKE, Blue Midnight Wish, CubeHash, ECHO, Fugue, Grøstl, Hamsi, JH, Keccak, Luffa, Shabal, SHAvite-3, SIMD, Skein.
Список алгоритмов, прошедших в третий тур(финал):
- BLAKE
- Grøstl
- JH
- Keccak
- Skein

Победителем признан Keccak.

## Нобелевские лауреаты в NIST
Четыре научных работника NIST получили Нобелевские премии по физике: Уильям Д. Филлипс (1997), Эрик А. Корнелл (2001), Джон Л. Холл (2005) и Дэвид Дж. Уайнленд (2012). Это наибольшее количество нобелевских лауреатов в отдельной правительственной лаборатории США. Все четыре лауреата были награждены за работы, связанные с лазерным охлаждением атомов, что имеет непосредственное отношение к разработке и развитию технологии атомных часов. В 2011 году Дан Шехтман (Технион) получил Нобелевскую премию по химии за работу по квазикристаллам, выполненную в NIST в 1982—1984 годах.